# Нечеперть
Нечеперть (фин. Metsäpirtti) — упразднённая деревня, ныне садоводство на территории Нурминского сельского поселения Тосненского района Ленинградской области.

## История
Как деревня Менцаперти она обозначаена на «Географическом чертеже Ижорской земли» Адриана Шонбека 1705 года.
Деревня Нечеперть, состоящая из 20 крестьянских дворов упоминается на карте Санкт-Петербургской губернии Ф. Ф. Шуберта 1834 года.

НЕЧЕПЕРЕТЬ — деревня, принадлежит полковнику Александру Дубянскому, число жителей по ревизии: 57 м. п., 78 ж. п. (1838 год)

На этнографической карте Санкт-Петербургской губернии П. И. Кёппена 1849 года, она упомянута как деревня «Metsäpirtti», населённая ингерманландцами-савакотами.
В пояснительном тексте к этнографической карте она записана, как деревня Metsäpirtti (Нечепереть, Нечеперть) и указано количество её жителей на 1848 год: ингерманландцев-савакотов — 53 м. п., 82 ж. п., всего 135 человек.
Деревня Нечеперть из 20 дворов обозначена на карте профессора С. С. Куторги 1852 года.

НЕЧЕПЕРТЬ — деревня госпожи Марковой, по почтовому тракту и по прочим дорогам, число дворов — 23, число душ — 62 м. п. (1856 год)

Число жителей деревни по X-ой ревизии 1857 года: 63 м. п., 84 ж. п..

НЕЧЕПЕРТЬ — деревня владельческая при реке Мге, число дворов — 29, число жителей: 64 м. п., 70 ж. п. (1862 год)

Согласно подворной переписи 1882 года в деревне проживали 37 семей, число жителей: 110 м. п., 119 ж. п.; разряд крестьян — собственники земли. Основные промыслы: лесные промыслы, драньё коры, торговля.
В конце XIX — начале XX века деревня находилась в составе Шапкинской волости 1-го стана Шлиссельбурского уезда Санкт-Петербургской губернии.

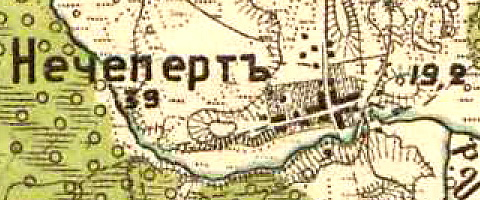
План деревни Нечеперть. 1913 год

В 1913 году деревня называлась Нечеперт и насчитывала 39 крестьянских дворов.
С 1917 по 1923 год деревня входила в состав Нечепертского сельсовета Шапкинской волости Шлиссельбургского уезда.
С 1923 года в составе Лезьенской волости.

НЕЧЕПЕРТЬ — деревня Нечепертского сельсовета, 96 хозяйств из них 9 некрестьянских, 338 душ.

Из них: савакотов — 85 хозяйств, 320 душ (144 м. п., 176 ж. п.); русских — 10 хозяйств, 13 душ (9 м. п., 4 ж. п.); латышей — 1 хозяйство, 5 душ (3 м. п., 2 ж. п.); (1926 год)

С февраля 1927 года в составе Ульяновской волости, с августа 1927 года, в составе Колпинского района.
С 1930 года, в составе Эстонского сельсовета Тосненского района.

План деревни Нечеперть. 1931 год

Согласно топографической карте 1931 года деревня насчитывала 84 крестьянских двора.
По данным 1933 года деревня Нечеюрть (sic) входила в состав Эстонского национального сельсовета Тосненского района.
С 1939 года в составе Шапкинского сельсовета.
До начала Великой Отечественной войны в деревне проживало финское население.
С 1 сентября 1941 года находилась в оккупации. Деревня была освобождена от немецко-фашистских оккупантов 23 января 1944 года.
В 1965 году население деревни Нечеперть составляло 101 человек.
По данным 1966 и 1973 годов деревня Нечеперть находилась в составе Шапкинского сельсовета Тосненского района.
По данным 1990 года деревня Нечеперть также находилась в составе Шапкинского сельсовета.
По данным 1997 года деревня Нечеперть в составе Тосненского района не значилась.

## География
Нечеперть расположена в северной части района на автодороге 41К-836 (подъезд к дер. Нечеперть).
Расстояние до посёлка Шапки — 17 км.
Расстояние до ближайшей железнодорожной станции Нурма — 8 км.
Нечеперть находится в междуречье Войтоловки при слиянии Иголинки и Гурловки, и Ольховки, при слиянии Кирсинки и Липцерки.

## Транспорт
Автобусный маршрут № 338 — от города Тосно до садоводства Нечеперть, дважды в день.